# السكرية (فلم)
السكرية هو فيلم مصري عرض عام 1973، الفيلم مأخوذ عن رواية السكرية وهي الجزء الثالث من ثلاثية نجيب محفوظ، بطولة يحيى شاهين وميرفت أمين ونور الشريف ومها صبري وعبد المنعم إبراهيم وزهرة العلا وهدى سلطان وتحية كاريوكا ومحمود المليجي، ومن إخراج حسن الإمام.
عُرض الفيلم ضمن أفلام عيد الأضحى 1392 هـ.

## قصة الفيلم
يقترب أحمد عبد الجواد (يحيى شاهين) من أيامه الأخيرة، بعد أن طعن في السن وكبر أحفاده، ويعيش في بين القصرين وزوجته أمينة (كلثوم) ومعهم كمال أصغر أبناءهم (نور الشريف) الذي حلم أن يصبح فيلسوفا، وانتهى به الأمر في مدرسة السلحدار الإبتدائية مدرسا، وأعرض عن الزواج بعد أن تزوجت حبيبته عايدة شداد من صديقه حسن سليم وسافرا إلى سويسرا. وفي أيام الجمع يتجمع أبناء وأحفاد أحمد عبد الجواد، فمن قصر الشوق يأتي ياسين (عبد المنعم إبراهيم) مع زوجته زنوبة (مها صبري) التي كانت راقصة طالما ارتمت في أحضان أحمد عبد الجواد، ورغم ذلك تزوجها ياسين، كما تأتي ابنته كريمة (بوسي) ورضوان (محمد العربي) ابنه من زوجته الأولى ابنة محمد عفت (محمد شوقي) صديق والده، وقد تعرف رضوان على عبد الرحيم باشا (محمود المليجي) الزعيم الوفدي اللواط الذي رفعه لأعلى المناصب حتى أصبح مديرا لمكتبه، وزادت علاقته بالوزراء. ومن السكرية تأتي خديجة (هدى سلطان) ومعها زوجها إبراهيم حشمت (حسن مصطفى) وإبنيها عبد المنعم (عبد الرحمن علي) وأحمد (حسين الإمام)، فعبد المنعم أطلق لحيته واتخذ طريقا دينيا، وقطع علاقته الآثمة بجارته (لبلبة)، أما أحمد فقد اتخذ الطريق الماركسي ليصبح شيوعيا، يؤمن بإذابة الفوارق بين الطبقات، وأن الأرض لمن يزرعها، فلما حاول الزواج من الفتاة الأرستقراطية علوية صبري (منى جبر) رفضته، فانجذب نحو سوسن حماد (مديحة حمدي) ابنة عامل المطبعة (عبد المنعم بسيوني) والصحفية بالجريدة الشيوعية وتزوجها رغم اعتراض أمه. ومن السكرية تأتي أيضاً عائشة (زهرة العلا) بأحزانها التي لا تنقطع، فبعد أن رفض والدها زواجها من الرجل الذي حلمت به، الضابط حسن إبراهيم (حسن عبد السلام) ضابط قسم الجمالية، فقدت زوجها خليل، ثم أبناءها محمد وعثمان وبقيت لها ابنتها نعيمة (حياة قنديل)، وتبحث عائشة عن يوم تفرح فيه، وينسيها أحزانها، حتى يأتي فؤاد (سيد أحمد أقومي) وكيل النيابة، وابن عم جميل (عبد الغني النجدي) العامل بدكان عطارة أحمد عبد الجواد، لزيارتهم، ويظن الجميع أنه جاء لخطبة نعيمة، ورغم الفوارق الطبقية ورغم أن خاله عربجي، إلا أنهم قد ارتضوه، ولكنهم اكتشفوا أنه جاء ليستعرض ما وصل اليه ابن خادمهم. وأخيرا تزوجت نعيمة ابن خالتها عبد المنعم، ولكنها ماتت أثناء الوضع، لتستمر أحزان عائشة. يعرف كمال طريق بيت جليلة (تحية كاريوكا) الذي تديره للدعارة، وطالما قضى فيه أحمد عبد الجواد لياليه، ويرتمي كمال في أحضان الساقطة عطيات (مديحة كامل). يتقابل كمال عبد الجواد مع بدور (ميرفت أمين) الطالبة الجامعية شقيقة عايدة شداد، بعد أن أطاحت البورصة بثروتهم، ولا يشعر بها كمال فقد كان دائم التفكير في حبيبته عايدة، ولا يرى فيها إلا كونها أخت حبيبته، وتتركه بدور، وينتهى به الأمر واقفا على باب ابن أخيه رضوان طالبا واسطة لإلغاء نقله للصعيد. وتتنازل خديجة عن كبرياءها وتذهب لزيارة زنوبة، لتطلب وساطة ابنها رضوان ليجد وظيفة لإبنها عبد المنعم، حيث يلحقه بإدارة التحقيقات في الوزارة، وتضع زنوبة ابنتها كريمة في طريق عبد المنعم، لتسيطر عليه بجمالها ودلالها، فيحلق لحيته ويتزوجها رغما عن إرادة خديجة، ويقع أحمد عبد الجواد صريع الشيخوخة ويموت، وتلحق به أمينه، لتصبح عائشة وحيدة تجتر احزانها وتزداد آلامها عندما ترى حبيبها السابق وقد أصبح مأمورا لقسم الجمالية ويأتي لمنزل بين القصرين للقبض على أبناء خديجه أحمد وعبد المنعم، الأول بتهمة الشيوعية، والثاني جماعات إسلامية.

## طاقم التمثيل
- يحيى شاهين: (السيد أحمد عبد الجواد)
- ميرفت أمين: (بدور شداد)
- نور الشريف: (كمال عبد الجواد)
- مها صبري: (زنوبة)
- عبد المنعم إبراهيم: (ياسين عبد الجواد)
- زهرة العلا: (عائشة عبد الجواد)
- هدى سلطان: (خديجة عبد الجواد)
- تحية كاريوكا: (جليلة - صاحبة دار غناء ورقص)
- محمود المليجي: (عبد الرحيم باشا - زعيم وفدي)
- نجوى فؤاد: (السلطانة زبيدة - راقصة معتزلة)
- مديحة كامل: (عطيات - راقصة ومغنية)
- مديحة حمدي: (سوسن حماد - موظفة بدار نشر وزوجة أحمد)
- نبيلة السيد: (بياضة - خادمة جليلة)
- حسن مصطفى: (إبراهيم شوكت)
- منى جبر: (علوية صبري - طالبة بالجامعة)
- عبد الرحمن علي: (عبد المنعم إبراهيم شوكت - ابن خديجة)
- حسن عبد السلام: (حسن إبراهيم - مأمور قسم الجمالية)
- لبلبة: (خادمة ببيت خديجة)
- بوسي: (كريمة - ابنة ياسين)
- محمد العربي: (رضوان ياسين)
- وجدي العربي: (حلمي عزت - زميل رضوان ياسين)
- حياة قنديل: (نعيمة - ابنة عائشة)
- أحمد غانم: (علي مهران - سكرتير الباشا)
- إبراهيم الشامي: (شيخ وداعية)
- نعيمة الصغير: (أم حنفي)
- محمد شوقي: (محمد عفت - جد رضوان)
- وحيد سيف: (خادم مصطفي النحاس)
- مظهر أبو النجا: (إبراهيم الفار)
- كامل أنور: (العربجي)
- عبد الغني النجدي: (جميل الحمزاوي - بائع بمحل أحمد عبد الجواد)
- محمد أباظة: (علي عبد الرحيم)
- حامد مرسي: (المطرب)
- زيزي مصطفى: (راقصة فرح)
- كلثوم: (أمينة)
- سيد أحمد أقومي: (فؤاد جميل الحمزاوي)
- حسن الحسني: (الدرويش)
- حسين الإمام: (أحمد إبراهيم شوكت - ابن خديجة)
- عبد المنعم بسيوني: (حماد - والد سوسن)
- حسين عرعر: (بائع الجرائد)
- حللي محمد: (أحد المُخبرين)
- سناء الباروني: (غناء)

## فريق العمل
- إخراج: حسن الإمام
- قصة: نجيب محفوظ
- سيناريو وحوار: ممدوح الليثي
- مدير التصوير: عبد المنعم بهنسي
- مونتاج: نادية شكري
- موسيقى تصويرية: فؤاد الظاهري
- إنتاج: المتحدة للسينما (صبحي فرحات)
- توزيع: المتحدة للسينما (صبحي فرحات)
- تأليف الأغاني: حسيب غباشي
- ألحان الأغاني: نجيب السلحدار